# Sainte-Colombe-de-Villeneuve
Sainte-Colombe-de-Villeneuve ist eine französische Gemeinde mit 498 Einwohnern (Stand: 1. Januar 2022) im Département Lot-et-Garonne in der Region Nouvelle-Aquitaine. Sie gehört zum Arrondissement Villeneuve-sur-Lot und zum Kanton Villeneuve-sur-Lot-2.

## Geografie
Sainte-Colombe-de-Villeneuve liegt etwa fünf Kilometer südwestlich von Villeneuve-sur-Lot. An der östlichen Gemeindegrenze tangiert das Flüsschen Masse de Pujol abschnittsweise das Gebiet. Umgeben wird Sainte-Colombe-de-Villeneuve von den Nachbargemeinden Bias im Norden, Pujols im Osten, Saint-Antoine-de-Ficalba im Südosten, Castella im Süden und Südosten, Sembas im Süden, Dolmayrac im Westen und Südwesten sowie Allez-et-Cazeneuve im Westen und Nordwesten.

## Bevölkerungsentwicklung
| Jahr                       | 1962 | 1968 | 1975 | 1982 | 1990 | 1999 | 2006 | 2018 |
| Einwohner                  | 387  | 337  | 279  | 326  | 330  | 364  | 403  | 496  |
| Quellen: Cassini und INSEE |      |      |      |      |      |      |      |      |

## Sehenswürdigkeiten

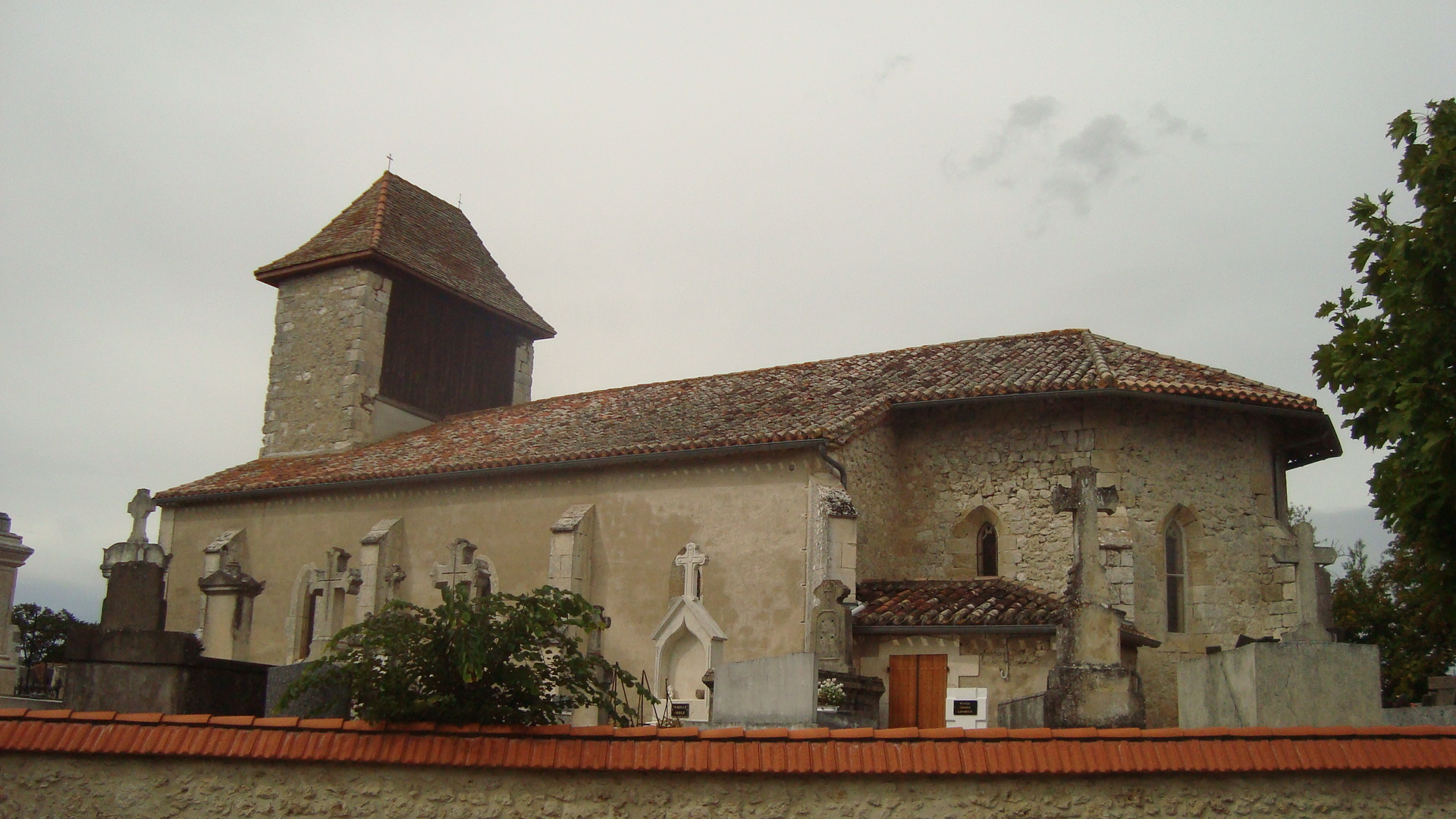
Kirche Sainte-Colombe
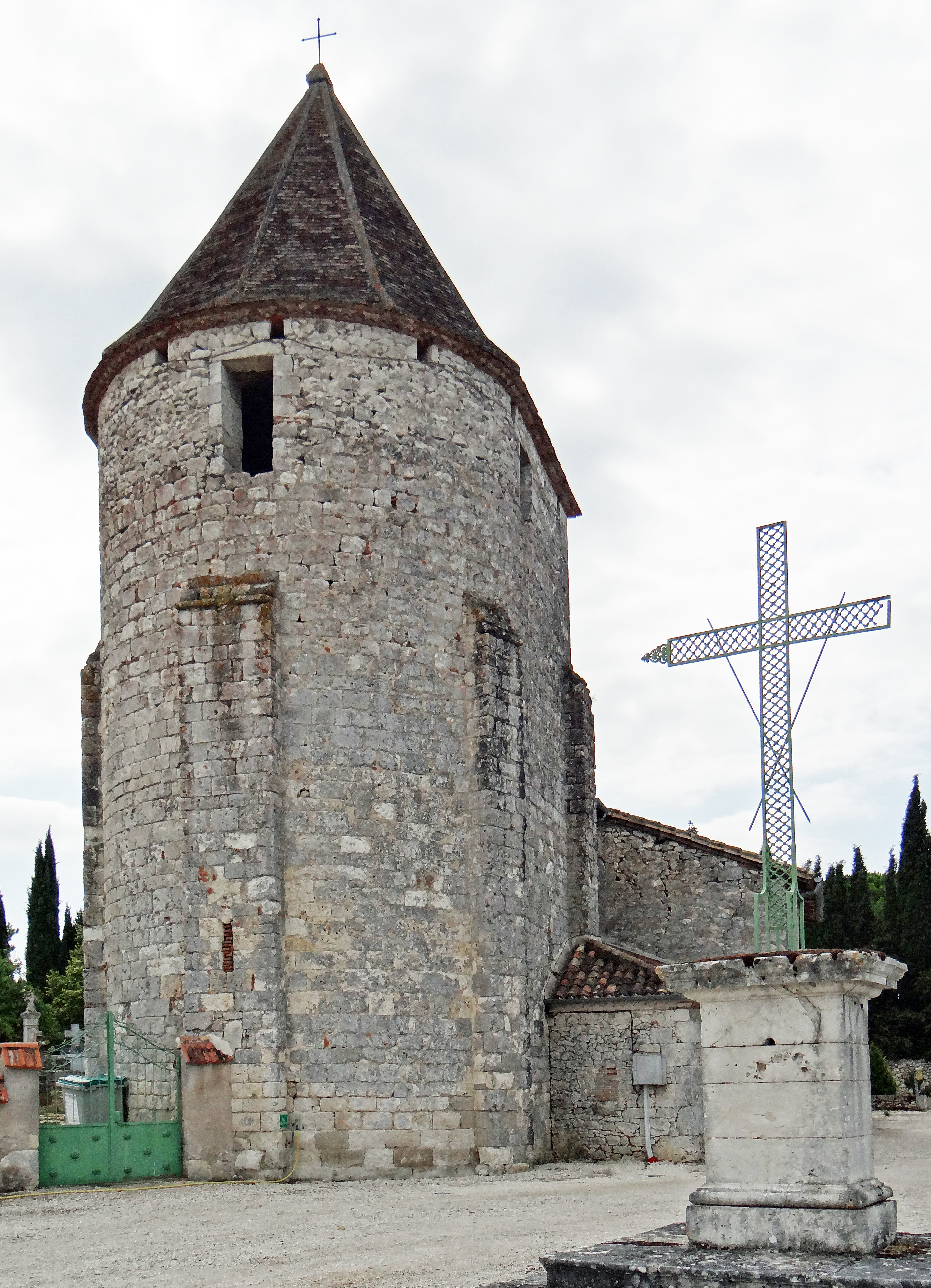
Kirche Sainte-Madeleine in Laurier, seit 1926 Monument historique
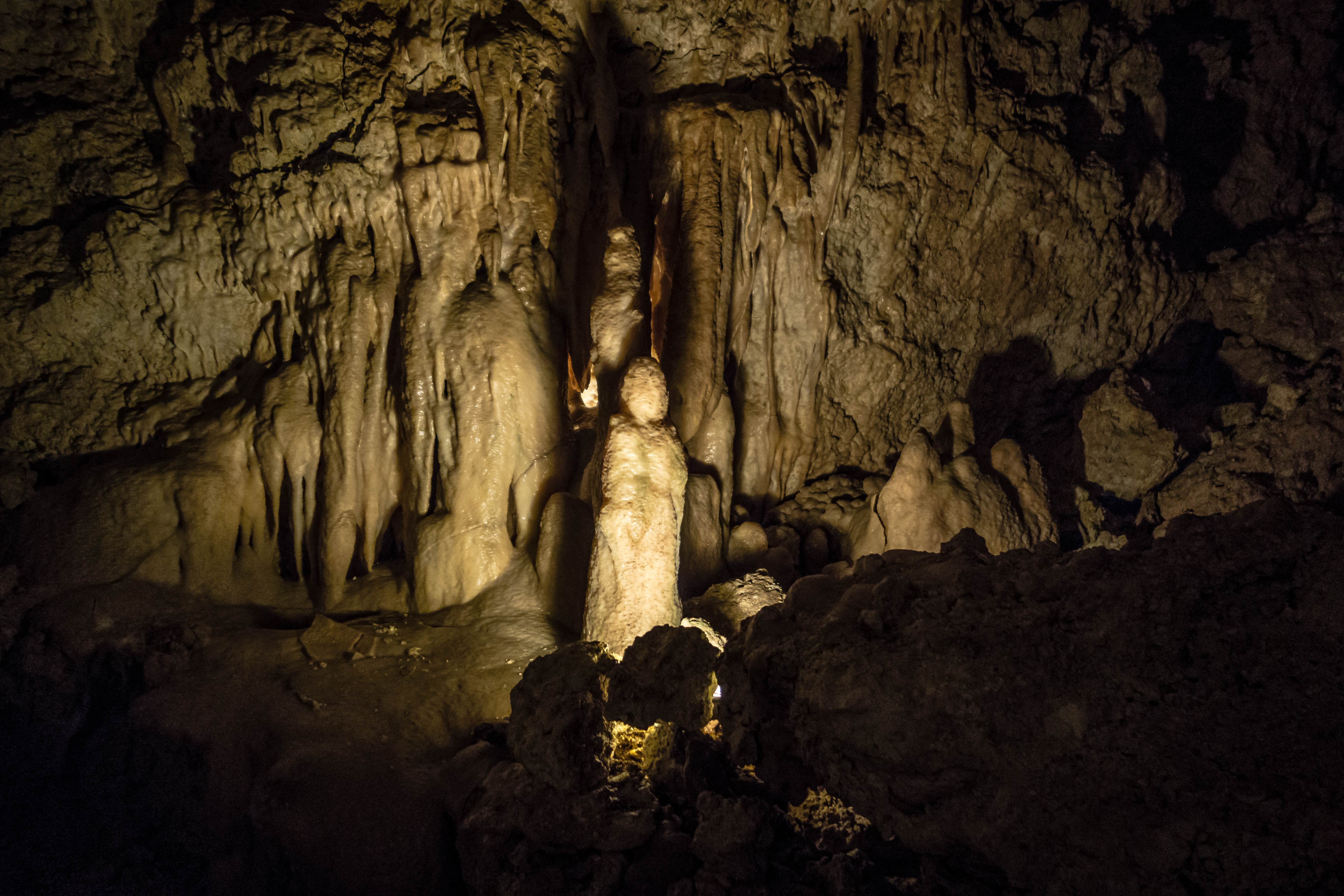
Höhle von Lastournelle

- Kirche Sainte-Colombe
- Kirche Sainte-Madeleine
- Statue in der Höhe von Lastournelle